# Großer Havelländischer Hauptkanal
Der Große Havelländische Hauptkanal (GHHK), auch Havelländischer Großer Hauptkanal, ist ein Kanal im Land Brandenburg. Er verläuft vom Havelkanal im Osten bis zur Havel im Westen. Er dient in erster Linie der Entwässerung des Havelländischen Luchs.

## Beschreibung

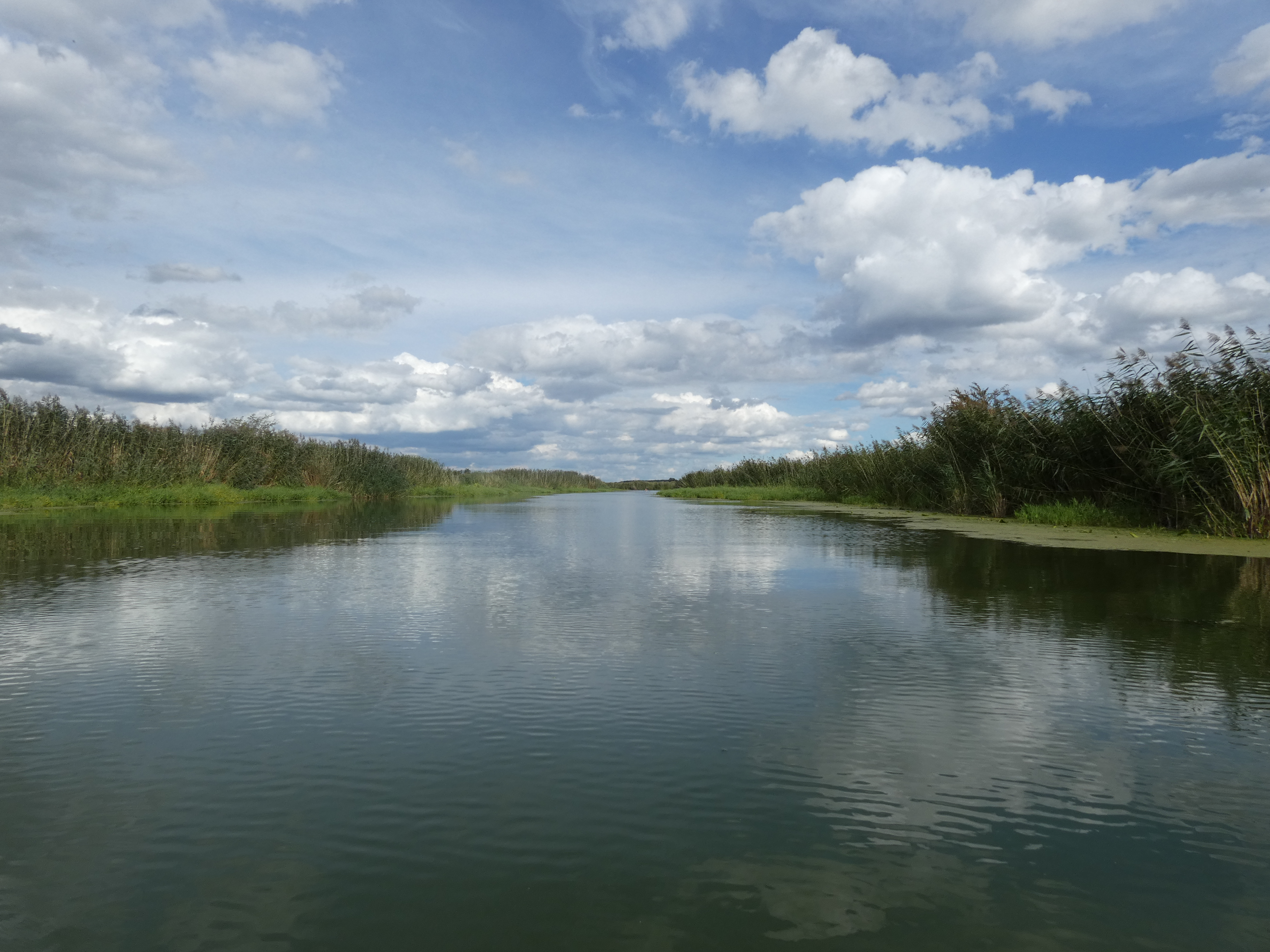
Der Große Havelländische Hauptkanal als Alter Rhin zwischen Hohennauener und Witzker See

Der Große Havelländische Hauptkanal hat eine Gesamtlänge von etwa 58 Kilometern. Er schließt unter anderem den Nauen-Paretzer-Kanal ein und verläuft durch den Witzker See und den Hohennauener-Ferchesarer See.
Nachdem ein in alten Kartenwerken verzeichneter Seitenarm des Rhins zum Witzker See bei den Kanalbauten umgeleitet wurde und der Fluss weiter nördlich vollständig zum Gülper See abgeleitet wird, verblieb nur ein Altarm zwischen Witzker und Hohennauener See, der Teil des Großen Havelländischen Hauptkanals ist und noch Rhin oder Alter Rhin bezeichnet wird. Dieser führt jedoch kein Rhinwasser. Ein im gleichen Kartenwerk als Alter Rhin bezeichneter Fluss, der nicht mit dem heutigen Rhin identisch ist, floss von Osten in den Fercheseraner See einmündend.
Es handelt sich beim GHHK vorrangig um ein Landesgewässer, im Abschnitt des Nauen-Paretzer-Kanals um ein schiffbares Landesgewässer, nur im Bereich der Hohennauener Wasserstraße um eine Bundeswasserstraße. Der Kanal beginnt seit dem Bau des Havelkanals westlich von Berlin als Nauen-Paretzer-Kanal am Schöpfwerk beim Ort Zeestow. Der alte Verlauf des Großen Havelländischen Hauptkanals zweigt nördlich Brieselangs▼ vom Havelkanal beziehungsweise in Nieder Neuendorf▼ von der Havel ab. Die Mündung in die Havel befindet sich westlich des Dorfes Hohennauen. Der Kanalabschnitt zwischen Hohennauener See und Havel wird auch Hohenenauener Kanal bezeichnet.
Im Verlauf des Kanals sind acht Wehre installiert, die den Zu- und Abfluss regulieren. Das Einlasswehr befindet sich in Zeestow, die weiteren Wehre bei Bergerdamm, Paulinenaue, Wagenitz, Senzke, Kotzen, Rhinsmühlen und Kornhorst. Die Wehre werden in der Regel so gefahren, dass im Winter die Vorflut möglichst groß ist, also entwässert, im Sommer aber das Wasser zurückgehalten wird.
Aufgrund seines Ausbaugrades gilt der Große Havelländische Hauptkanal gemäß der Europäischen Wasserrahmenrichtlinie als erheblich verändertes Gewässer. Die gewässerökologischen Defizite sind beträchtlich. Er erfüllt fast ausschließlich die Funktion eines landwirtschaftlichen Vorfluters.

## Geschichte

Karte vor Kanalbau mit erkennbarem Zufluss vom Rhin über Kleßener See zum Witzker See aus Richtung Friesack und weiterem Fluss mit dem Namen Alter Rhin zum Fercheseraner See

Der Bau des Großen Havelländischen Hauptkanals wurde im Jahr 1718 auf Anordnung des preußischen Königs Friedrich Wilhelm I. zur Entwässerung des Havelländischen Luchs begonnen. Pläne zur Entwässerung und Urbarmachung des sumpfigen Landstrichs beziehungsweise Feuchtgebietes hatte bereits seine Vorgänger gehabt. Bis 1713, als Friedrich Wilhelm I. an die Macht kam, waren schon mehrere Kommissionen gebildet worden, die sich dem Thema annehmen sollten. Ein Jahr nach Antritt, 1714, verordnete der neue König eine neue Kommission. Diese sollte das Land vermessen und die Gefälle ermitteln. Im September 1714 nahm die Kommission die Arbeit auf.
Am 27. Januar 1718 wurde Ober-Jäger-Meister Samuel von Hertefeldt auf königlichem Befehl zum Leiter des Projektes bestimmt. Nach notwendigen Vermessung wurde im Juni 1718 mit den Arbeiten am Kanal bei Hohennauen, Friesack und Königshorst bei Fehrbellin begonnen. Neben den Hauptvorflutern Großer Havelländischer Hauptkanal von Brieselang zur Havel bei Hohennauen und Kleiner Havelländischer Hauptkanal (KHHK) zum Rhin wurden zahlreichen zuführende Nebenvorfluter angelegt. Zunächst mangelte es an Arbeitskräften für den Bau und die vom König geplante Umlegung der Kosten beziehungsweise die finanzielle Beteiligung der Luch-Anrainer führte ebenfalls zu Verzögerungen am Projekt. Bis August 1718 war man bei Hohennauen zunächst nur eine preußische Meile weit gekommen.

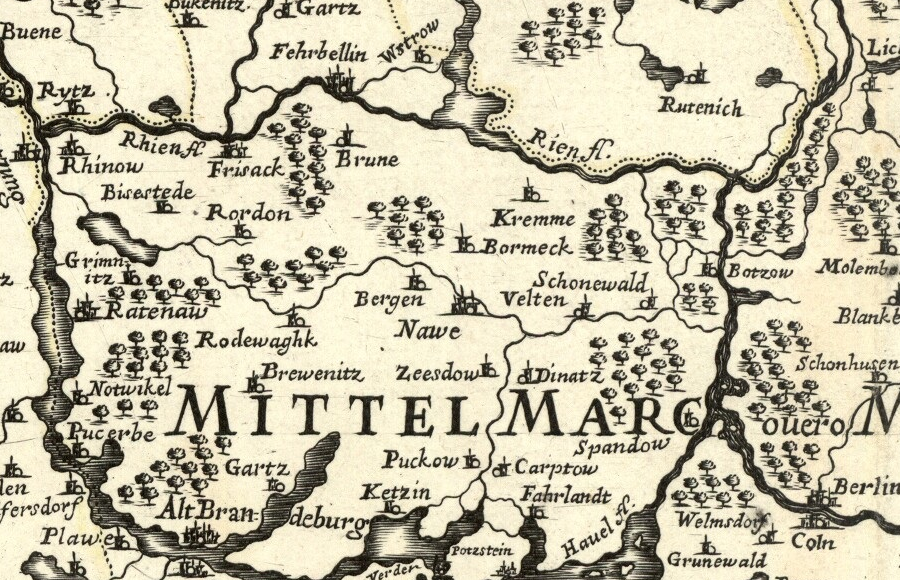
Karte Marchesato et Elettorato di Brandebvrg von 1687 mit erkennbarem Gewässer im späteren Verlauf des Kanals

Ab 8. Mai 1719 wurden Soldaten des Königs gegen Bezahlung zum Arbeitseinsatz hinzugezogen, was den Weiterbau beschleunigte. Die Arbeiten am Projekt dauerten bis zum Jahr 1724. Insgesamt kostete der Bau 70.000 Taler, von denen der König etwa 20.000 Taler übernahm. Der Kanals selbst war bereits im Februar 1720 nach nur 18 Monaten Bauzeit fertiggestellt. Es ist davon auszugehen, dass der Kanal alten, vorhandenen Gewässerläufen folgt, wodurch es sich um einen Gewässerausbau handelte. In verschiedenen Kartenwerken wie dem Marchesato et Elettorato di Brandebvrg von Giacomo Cantelli da Vignola ist ein solcher kleiner Fluss im Verlauf des Großen Havelländischen Hauptkanals von Havel zu Havel verzeichnet. Vorhandene Wassermühlen wurden beim Kanalbau abgerissen.
Nach der ersten Ausbaustufe wurde der GHHK zwischen 1737 und 1738 von Brieselang nach Osten bis zur Havel bei Nieder Neundorf verlängert. Seither dient der Kanal neben der Entwässerung auch der Bewässerung des Havelländischen Luchs. Die Verlängerung des Kanals wurde nach Bau des Havelkanals teilweise in diesen integriert, teilweise bildet sie seither den Nieder Neuendorfer Kanal. Stattdessen wurde der Nauen-Paretzer-Kanal integriert und dient der Zuleitung von Havelwasser.
Im Laufe der Jahrhunderte kam es wiederholt zu Ausbauten des Großen Havelländischen Hauptkanals und des Systems von Gräben im Havelländischen Luch. Die letzten umfangreicheren erfolgten zwischen 1953 und 1963 unter dem Projektnamen Milch für Berlin.